# Sinagoga de la Comunitat Israelita de Barcelona
La Sinagoga de la Comunitat Israelita de Barcelona (CIB) és un centre religiós i cultural situat al carrer de l'Avenir, 24 de Barcelona.

## Història i descripció
Va ser construït l'any 1954 per a servir a la comunitat jueva que residia aleshores a la ciutat. Compta amb dues sinagogues, una sefardita i una altra asquenazita. També disposa d'una biblioteca i una sala de conferències.
El 18 de gener de l'any 2015 hi va tenir lloc un acte d'homenatge a les victimes de l'atemptat contra Charlie Hebdo, on van participar representants de diverses religions i la periodista Pilar Rahola.